# Effector Kielce Świętokrzyska Siatkówka 2015-2016
Questa voce raccoglie le informazioni riguardanti l'Effector Kielce Świętokrzyska Siatkówka nelle competizioni ufficiali della stagione 2015-2016.

## Organigramma societario
Area direttiva
- Presidente: Jacek Sęk

Area tecnica
- Allenatore: Dariusz Daszkiewicz
- Allenatore in seconda: Mateusz Grabda

## Rosa
| N° | Nome                  | Ruolo | Data di nascita   | Nazionalità sportiva |
| -- | --------------------- | ----- | ----------------- | -------------------- |
| 1  | Sławomir Jungiewicz   | S/O   | 21 giugno 1989    | Polonia              |
| 3  | Krzysztof Wierzbowski | S     | 18 luglio 1988    | Polonia              |
| 4  | Marcin Komenda        | P     | 24 maggio 1996    | Polonia              |
| 6  | Jędrzej Maćkowiak     | C     | 17 ottobre 1992   | Polonia              |
| 7  | Michał Kędzierski     | P     | 9 agosto 1994     | Polonia              |
| 8  | Andrzej Orobko        | C     | 10 agosto 1997    | Polonia              |
| 10 | Grzegorz Szymański    | S/O   | 12 luglio 1978    | Polonia              |
| 11 | Andreas Takvam        | C     | 4 giugno 1993     | Norvegia             |
| 12 | Igor Vitiuk           | S     | 29 gennaio 1988   | Ucraina              |
| 13 | Adrian Buchowski      | S     | 30 settembre 1991 | Polonia              |
| 15 | Mateusz Bieniek       | C     | 5 aprile 1994     | Polonia              |
| 18 | Damian Sobczak        | L     | 13 dicembre 1991  | Polonia              |
| 19 | Szymon Biniek         | L     | 30 luglio 1995    | Polonia              |